# Conservatori de Música Isaac Albéniz

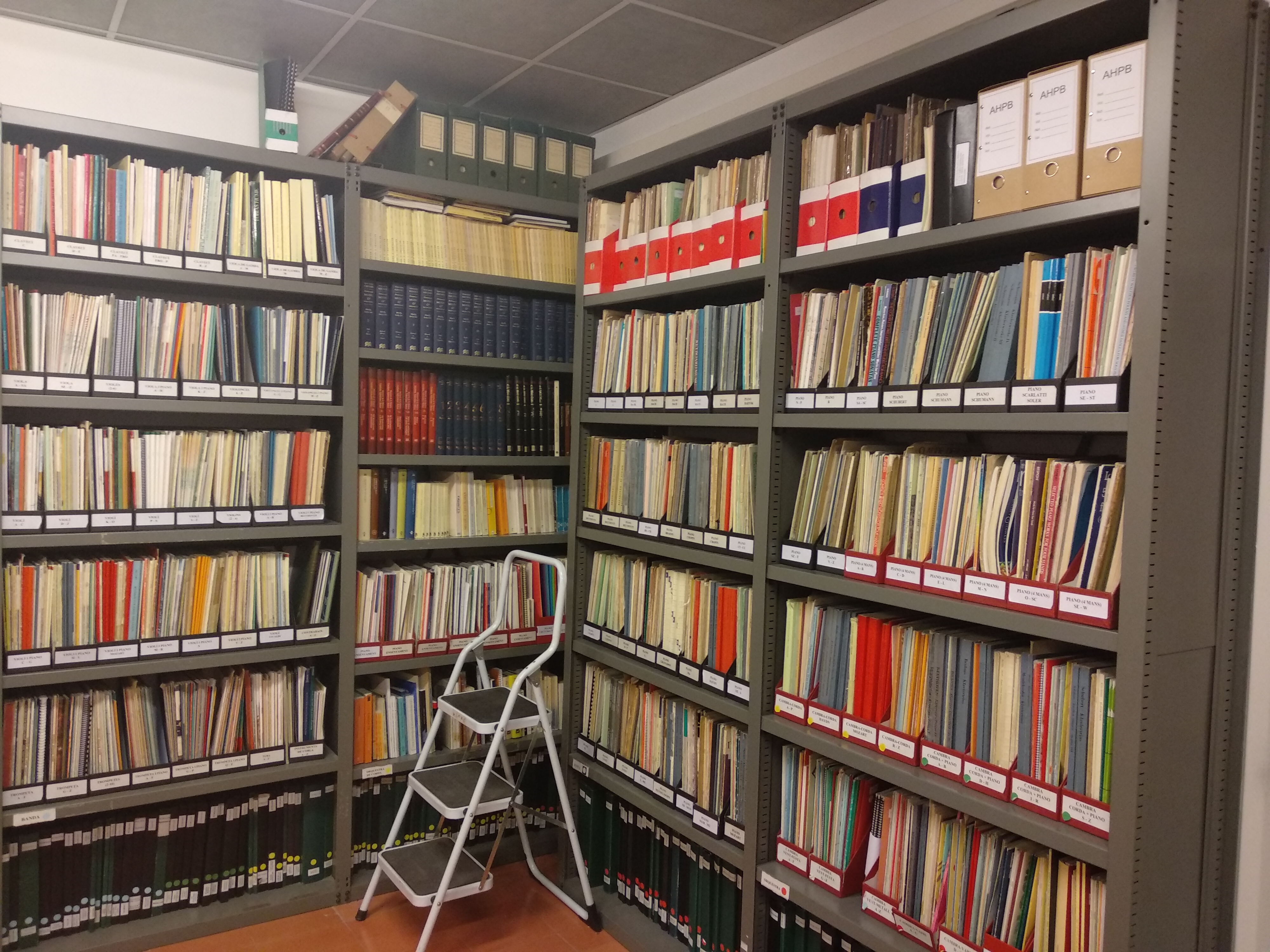
Vista de la biblioteca del Conservatori de Girona

El Conservatori de Música Isaac Albéniz és una institució docent creada l'any 1942 dedicada a l'educació musical, la titularitat de la qual la té de la Diputació de Girona.

## Història

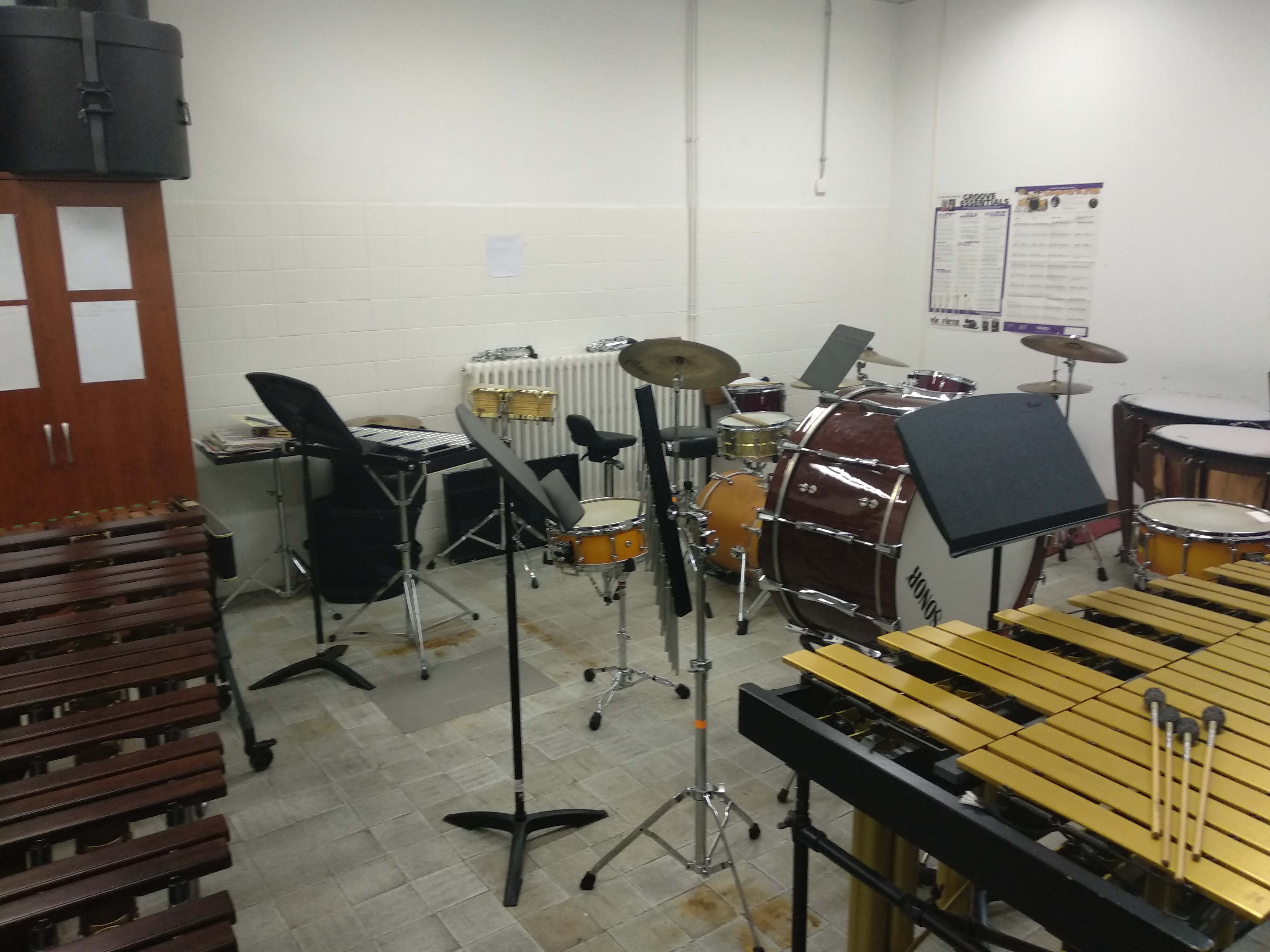
Aula de percussió del Conservatori de Girona

Va ser creat l'any 1942 pel mestre Francesc Civil i Castellví amb la col·laboració dels professors Ramon Arnau i Josep Saló.
El dia 1 de juny de 1942 es van aprovar els Estatuts i Reglament de l'Escola Provincial de Música de l'Obra d'Educació i Descans i el dia 1 d'octubre del mateix any començaren les classes. En els inicis era una escola de música amb la seu a l'edifici de la CNS al carrer Barcelona núm. 5, 6è. El centre inicià l'activitat amb 23 alumnes i un pressupost de 1352,50 pessetes. El 1944 l'escola es trasllada al Centre Cultural, al carrer de la Força núm. 29 i dos anys més tard, el 1946, al carrer Escola Pia, núm 2, principal. A partir de la dècada dels 1950 entrà nou professorat i l'Escola quedà consolidada entre els gironins, com ho demostra el fet que l'any 1954 es reconeixeria l'Escola com a Conservatori Oficial de Grau Elemental. Des del 1953 l'escola ja s'havia instal·lat a l'edifici del carrer Cort Reial núm. 7, un emplaçament on hi romandria fins al 1999. El 1958 es dona el nom d'Isaac Albéniz al Conservatori en deferència al compositor de Camprodon i a partir d'aquests anys el nombre de l'alumnat augmenta de manera espectacular, sobretot quan l'any 1966 la nova Reglamentació General dels Conservatoris de Música entra en vigor.
La pianista i compositora Maria Àngels Alabert i Feliu fou professora de piano, música de cambra, composició, harmonia, contrapunt, fuga i història de la música entre els anys 1965 i 2006.
L'any 1979 es constitueix una nova entitat tutelar sota les sigles de Patronat de Música Isaac Albéniz, integrat per la Diputació de Girona, l'Ajuntament de Girona i la Caixa d'Estalvis Provincial. El 1980 el Ministeri d'Educació concedeix al Conservatori l'oficialitat de diverses matèries de grau profesional. El 1983 aquesta etapa culmina amb el reconeixement del Conservatori Elemental com a Centre de Grau Professional. El 1987 el Conservatori ha sobrepassat la xifra de 1000 alumnes oficials i 3000 de lliures.
L'any 1988 el patronat es converteix en consorci. El juliol de 1991 l'Ajuntament aprova la cessió d'ús de l'edifici de la Casa Ensesa per a nova seu del Conservatori. El 1994 es signa el conveni i el 1995 s'inaugura l'edifici de la Casa Ensesa. A partir de l'1 de gener de 1997, i com a resultat de l'entrada en vigor de la Llei Orgànica General del Sistema Educatiu, es produeix la separació de l'Escola i del Conservatori. L'Escola passà a ser municipal i el conservatori provincial. L'Escola quedà ubicada a l'edifici de casa Ensesa i el Conservatori, des de l'any 1999 té la seu a la Casa de Cultura. El gener de 1998 entren en vigor els Estatuts de l'Organisme Autònom.
La mezzosoprano Gemma Coma-Alabert, la violinista Elena Rey i el fagotista Joaquim Guerra han estat alumnes del Conservatori de Música Isaac Albéniz de Girona.

## Activitats
Des de l’any 2007 el Conservatori de Girona promou i organitza l'Orquestrada de les comarques de Girona, amb l’objectiu que tots els joves músics tinguin l’oportunitat de tocar en una orquestra simfònica. Els assajos i el concert se celebren en diferents caps de setmana durant el primer trimestre de l’any en curs. En aquesta activitat hi ha tres grans formacions: l’orquestra de corda, la banda i l’orquestra simfònica. El 2018 arriba a la desena edició i els directors musicals són PierFrancesco Fiordaliso i David Salleras.

## Directors[1]
- Aula de percussió del Conservatori de GironaFrancesc Civil i Castellví (01/06/1942-30/04/1949)
- Ramón Arnau Serrano (01/05/1949-30/04/1950)
- Josep Viader i Moliné (provisional) (01/05/1950-31/03/1951)
- Francesc Civil i Castellví (01/04/1951-30/09/1965)
- Josep Viader i Moliné (01/10/1965-30/09/1985)
- Lluís Brugués i Agustí (01/10/1985-30/06/1996)
- Miquel Sunyer i Bover (01/07/1996-30/06/2000)

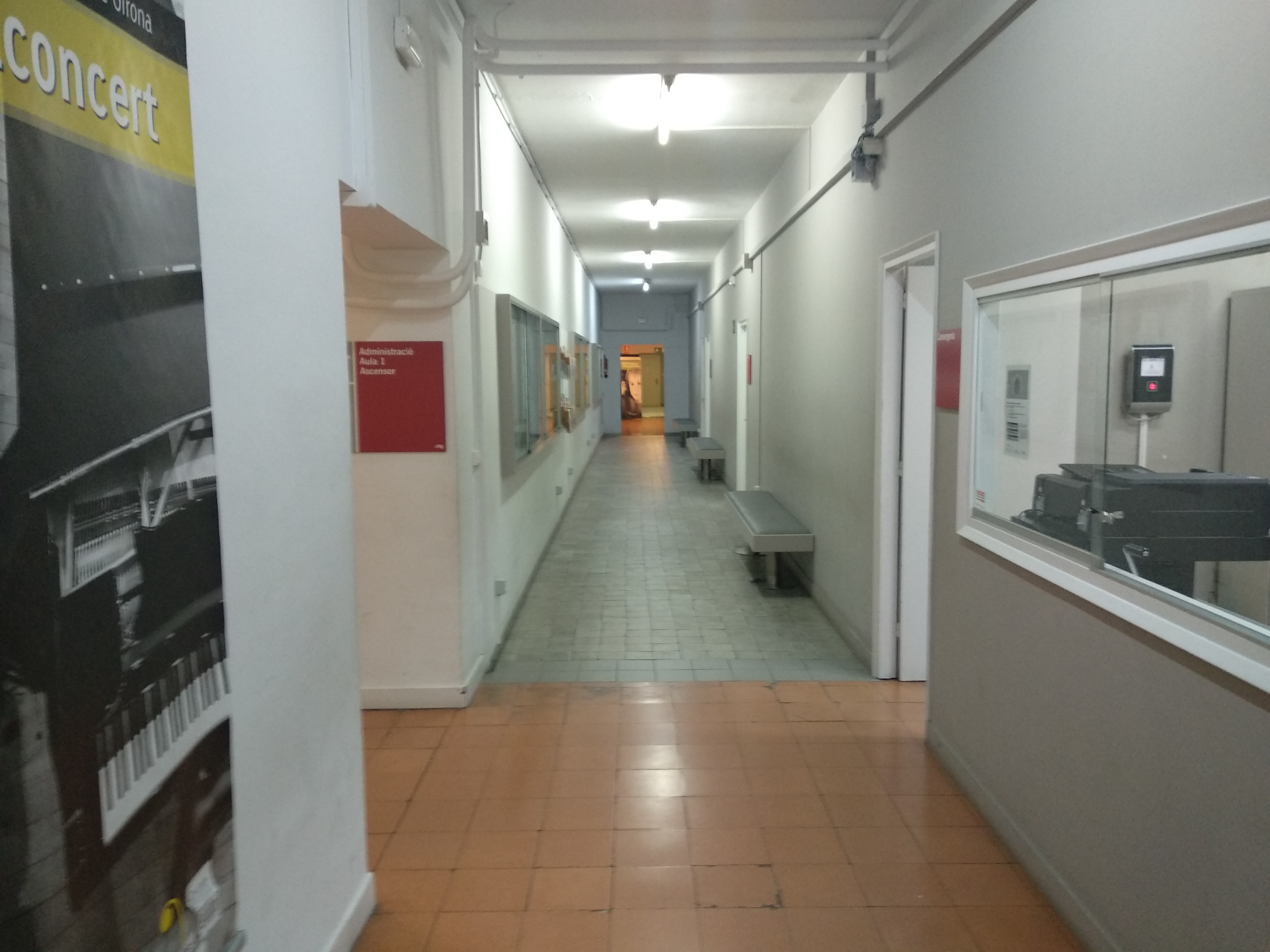
Passadís del Conservatori de Girona

- Passadís del Conservatori de GironaRoser Busquets i Verdaguer (15/09/2000-30/06/2001)
- Lluïsa Pardàs i Feliu (01/07/2001-30/08/2006)
- Lluís Brugués i Agustí (01/09/2006-30/06/2008)
- Salvador Parron i Conus (01/07/2008- 2012)
- Lluís Caballeria i Barrera (2012-en actiu)